# ダニエル・マクファデン
ダニエル・リトル・マクファデン（Daniel Little McFadden、1937年7月29日 - ）は、アメリカ人計量経済学者で、現在南カリフォルニア大学教授。離散選択分析理論とその計算手法の開発によって、ジェームズ・ヘックマンとともに2000年のノーベル経済学賞を受賞した。2005年アメリカ経済学会会長。

## 略歴
- 1937年　マクファデンはノースカロライナ州ローリー（Raleigh）で生まれる。
- 1957年　19歳の時にミネソタ大学を卒業する（物理学科、B.S.）。
- 1957年～1958年　ミネソタ大学の物理学の専任講師となる。
- 1959年～1960年　ミネソタ大学の社会心理学の研究助教授となる。
- 1961年～1962年　ミネソタ大学の経済学部の専任講師となる。
- 1962年　ミネソタ大学より経済学で博士号（行動科学、Ph.D.）を取る（ミネソタ大学時代の指導教官は、2007年にノーベル賞経済学賞を受賞したレオニード・ハーヴィッツだった）[2]。
- 1962年 - 1963年　ピッツバーグ大学経済学部の助教授となる。
- 1963年 - 1966年　カリフォルニア大学バークレー校経済学部の助教授となる（このころ選択行動と計量経済理論の研究を始める）。
- 1966年 - 1968年　カリフォルニア大学バークレー校の准教授となる。
- 1968年 - 1979年　カリフォルニア大学バークレー校の教授となる。
- 1978年 - 1991年　マサチューセッツ工科大学の教授となる。
- 1990年 - 2011年　カリフォルニア大学バークレー校の教授（E. Morris Cox Chair）として戻る（バークレー校では計量経済学研究室の立ち上げに関わる）。
- 2011年 - 現在　南カリフォルニア大学の保健経済学統括教授となる。合わせて、南カリフォルニア大学の政策・計画・開発スクール、および経済学部教授となる。

## 栄誉・受賞
- 1975年　ジョン・ベイツ・クラーク賞を受賞する。
- 1981年　全米科学アカデミーの会員に選ばれた。
- 1986年　フリッシュ賞を受賞する。
- 2000年  アーウィン・プレイン・ネンマーズ経済学賞を受賞する。
- 2000年　ノーベル経済学賞を受賞する（ジェームズ・ヘックマンとともに受賞）。
- 2001年　華中科技大学より名誉博士号が授与される。

## 著書

### 共著
- Microeconomic Modeling and Policy Analysis: Studies in Residential Energy Demand, with Thomas G. Cowing, (Academic Press, 1984).

### 共編著
- Essays on Economic Behavior under Uncertainty, co-edited with M. Balch and S. Wu, (North-Holland, 1974).
- Applications of the Theory of Production, co-edited with Melvyn Fuss, (North-Holland, 1978).
- Structural Analysis of Discrete Data with Econometric Applications, co-edited with Charles F. Manski, (MIT Press, 1981).
- Preferences, Uncertainty, and Optimality: Essays in honor of Leonid Hurwicz, co-edited with John S. Chipman and Marcel K. Richter, (Westview Press, 1990).